# Puimra
| Q3 | G43 | M17 | G17 | N5 · Z1 |

| Q3 | G43 | M17 | G17 | N5 · Z1 |

Puimra, Puiemra, Puimre o Puyemre fue un noble del Antiguo Egipto, arquitecto y Segundo Sacerdote de Amón durante los reinados de Hatshepsut y posteriormente con Tutmosis III, de la Dinastía XVIII. Sobre todo es recordado por sus obras arquitectónicas como la capilla de Mut que erigió la reina Hatshepsut.
Puimra era hijo de Puia y de Nefer-iah y tuvo dos esposas: Tanefert y Sensonb. Su esposa Sensonb era hija del Sumo sacerdote de Amón, Hapuseneb (su superior) y de su esposa Amenhotep. Sensonb sirvió en el templo de Amón como Divina Adoratriz.
La tumba de Puimra, la TT39 se encuentra en El-Joja, en la necrópolis tebana, en la orilla oeste del Nilo, frente a Luxor. 